# Možni izbruh kolere v Mariupolu (2022)
Po obleganju Mariupola med rusko invazijo na Ukrajino leta 2022, so se bali, da bi se lahko v mestu Mariupol zgodil izbruh kolere. Ruske okupacijske oblasti so 6. junija 2022 po opozorilih ukrajinskega ministrstva za zdravje o možnosti izbruha kolere v Mariupolu razglasile karanteno.
Izbruh bi se lahko razširil izven Mariupola v druga ruska in ukrajinska mesta.

## Ozadje
Med obleganjem je bilo po ukrajinskih ocenah ubitih več deset tisoč ljudi (6.000 vojakov Rusije/donecke Ljudske republike, neznano število ukrajinskih vojakov in 22.000+ civilistov). Ukrajinski parlament je 30. aprila 2022 izjavil, da so se življenjske razmere v mestu znižale na "srednjeveške" ravni in da je bila večina mestne sanitarne in zdravstvene infrastrukture uničena, kar bi lahko ogrozilo prebivalce mesta z boleznijo.
Konec aprila je mestni svet Mariupola pozval k evakuaciji 100.000 prebivalcev in opozoril na "smrtonosno epidemijo" v mestu.
28. aprila 2022 je Rospotrebnadzor izdal resolucijo s 40 odstavki, v kateri je pozval k sprejetju dodatnih ukrepov v zvezi s pitno in odpadno vodo, zlasti v krajih z ukrajinskimi begunci (natančneje v Belgorodu, Brjansku, Kursku, Rostovu in Voronežu), kot tudi obveščanje državljanov o koleri do 1. junija 2022. Vlada Rostovske oblasti je sporočila, da bodo ukrajinske begunce v Rusiji testirali na kolero.
Svetovna zdravstvena organizacija je 17. maja 2022 opozorila na možnost izbruhov kolere v Ukrajini, pri čemer je regionalni direktor WHO za Evropo Hans Kluge dejal: "Skrbi nas možni izbruh kolere na okupiranih območjih s poškodovano ali uničeno vodno in sanitarno infrastrukturo." Takšne pomisleke je izpostavila tudi vodja incidentov WHO v Ukrajini Dorit Nitzan, ki je poročala o "močvirjih" odpadne vode na ulicah Mariupola in trdila o mešanjih odpadne in pitne vode.

## Možen izbruh
6. junija 2022 je namestnik ukrajinskega ministra za zdravje Igor Kuzin dejal, da je opozoril pred morebitnim izbruhom kolere v mestu; pravi, da so vsi predpogoji za izbruh že izpolnjeni. Poleg Mariupola so ukrajinske delovne skupine testirale zemljo in pitno vodo v Kijevski, Žitomirski, Černigovski in Sumski oblasti. Kmalu po objavi rezultatov so ruske okupacijske oblasti za mesto uvedle karanteno.

### Širjenje
Zdravstveni uradniki v Ukrajini in Rusiji so opozorili, da bi se kolera lahko razširila izven Mariupola, pri čemer bi ruski vladni uradniki v obmejnih regijah ustanovili laboratorije za zdravljenje kolere. Ukrajinska epidemiologinja Ljudmila Mukarska je opozorila, da bi se lahko izbruh razširil po celotnem Donbasu in da so možni izbruhi črevesnih okužb, griže, salmoneloze ter hepatitisa A in E. Drugi epidemiologi so povedali, da je širjenje izbruha kolere v Rusijo zaradi rotacij ruskih vojakov v Ukrajini in deportacije Ukrajincev v filtracijska taborišča v Rusiji, neizogibno.